# Viking Link
Viking Link är en 765 kilometer lång likströmskabel under Nordsjön som går mellan Revsing, norr om Vejen i Danmark, och Bicker Fen i Lincolnshire i Storbritannien.
Sjökabeln, som är världens längsta, togs i drift den 29 december 2023. Den består av 625 km kabel under Nordsjön, 76 km kabel från den danska kusten till Revsing och 67 km kabel från den engelska kusten till Bicker Fen. Transformatorstationen i Revsing är förberedd för leverans av fjärrvärme.
Kablarna, som ägs av Energinet och National Grid plc, har en överföringskapacitet på 1 400 MW.
Byggkostnaden uppgick till 13 miljarder danska kronor, varav 2,8 miljoner euro i EU-bidrag.